# Communauté économique eurasiatique
Pour les articles homonymes, voir CEEA et CEE.
Ne doit pas être confondu avec Union économique eurasiatique, Commission eurasiatique ou Communauté des États indépendants.
La Communauté économique eurasiatique (ou Communauté économique eurasienne) (CEEA), mais plus connue sous l’acronyme anglais Eurasec (ou EurAsEC ou le sigle anglais EAEC de Eurasian Economic Community ; en russe : Евразийское экономическое сообщество ou ЕврАзЭС ; en ukrainien : ЄврАзЕС) était de 2000 à 2015 une organisation intergouvernementale de coopération économique, commerciale, douanière, technologique, monétaire, industrielle, financière, humanitaire, scientifique, agricole et énergétique regroupant des États issus de la CEI. La Russie, étant une grande puissance économique (en 2007, 8e rang mondial), disposant d’un siège permanent à l’ONU et ayant également le titre d’héritière de l’ancienne URSS, représente l’Eurasec sur le plan international notamment au G8, au G20 et devant le BRICS.
La Communauté économique eurasiatique a officiellement cessé d'exister le 1er janvier 2015. Un accord sur la cessation d'activité de l'organisation a été signé par les présidents des pays membres le 10 octobre 2014 lors du sommet de la CEI à Minsk.
Seule l'union douanière est conservée dans le cadre de l'Union économique eurasiatique, successeur de la Communauté économique eurasiatique.

## États participant aux activités de l'Eurasec

### États membres
- Biélorussie (2000), État membre fondateur ;
- Kazakhstan (2000), État membre fondateur ;
- Kirghizistan (2000), État membre fondateur ;
- Russie (2000), État membre fondateur ;
- Tadjikistan (2000), État membre fondateur.

### États membres auto-suspendus
- Ouzbékistan (2006)[3] - adhésion suspendue le 13 novembre 2008[4].

### États observateurs participant activement à certains projets
- Arménie (2003), participe aux projets suivants :
  - la Banque eurasiatique de développement ;
  - le Fond anti-crise.

### États observateurs
- Moldavie (2002) ;
- Ukraine (2002).

## Évolution historique

### Contexte: évolution économique de la CEI (1991-1994)
- Le 8 et 21 décembre 1991, les traités de Minsk et d'Alma-Ata donnent corps à la CEI.
- Le 13 mars 1992, un accord sur le partage de la dette extérieure de l’ex-Union soviétique (notamment Russie : 61,4 %, Ukraine : 16,37 %) est conclu.
- L’unité économique de l’organisation est rapidement affaiblie par la mise en place de douanes entre les républiques. De nouvelles négociations avec la Russie, premier fournisseur de l’ex-URSS, s’ensuivent ; celle-ci exige d’importants réajustements des prix préférentiels actuels, ce qui plonge les autres États membres dans la récession.
- Face à la politique économique décidée à Moscou, certains membres de la Communauté veulent obtenir l’autonomie monétaire. Ainsi, en 1993, le Kirghizistan, ignorant les procédures de la CEI sur l’introduction de devises, émet sa propre devise, le som, ce qui favorise l’abandon par les autres républiques du rouble comme monnaie commune.
- Le 24 septembre 1993, la Russie, la Biélorussie, le Kazakhstan, l’Arménie, le Tadjikistan, l’Ouzbékistan, le Kirghizistan, la Géorgie signent à Moscou un accord-cadre d’union économique dans le but de développer la coopération économique et commerciale (l’Ukraine et le Turkménistan s'y sont associés). La Moldavie s’y joindra le 15 avril 1994.
- Le 24 avril 1994, le Comité inter-étatique économique, première structure supranationale dans la région, est créé, son siège est à Moscou.
- En 1994, face aux immobilismes de la CEI et à la difficulté économique due à l’éclatement de l'Union soviétique, certains pays issus de l’ex-URSS avaient émis des initiatives pour créer des unions plus poussées et plus dynamiques au sein de l’espace post-soviétique. Une partie des républiques de la CEI, conduite par notamment la Russie, le Kazakhstan, la Biélorussie, l’Ukraine et le Kirghizistan ont donc plaidé pour un niveau de rapprochement plus important que celui atteint au sein de la CEI. En effet, une proposition faite en 1994 par le président kazakh Nazarbaïev envisageait la création d’une Union eurasiatique, mais cette proposition ne fut jamais adoptée[5].
- À partir de 1994, la CEI s’est retrouvée paralysée.

### Origines: évolution de l’union douanière dans le cadre de la CEI (1995-2000)

#### Union douanière au sein de la CEI (1995-1996)
Après une zone de libre-échange créée en 1992, une union douanière fut mise en place entre la Biélorussie et la Russie pour faciliter leurs échanges, en janvier 1995,. L’Union douanière était à l'origine réservée à la Russie et à la Biélorussie. Le Kazakhstan (1995) et le Kirghizistan (1996) adhéreront à l’union douanière par la suite.

#### Communauté des États intégrés (1996-2000)

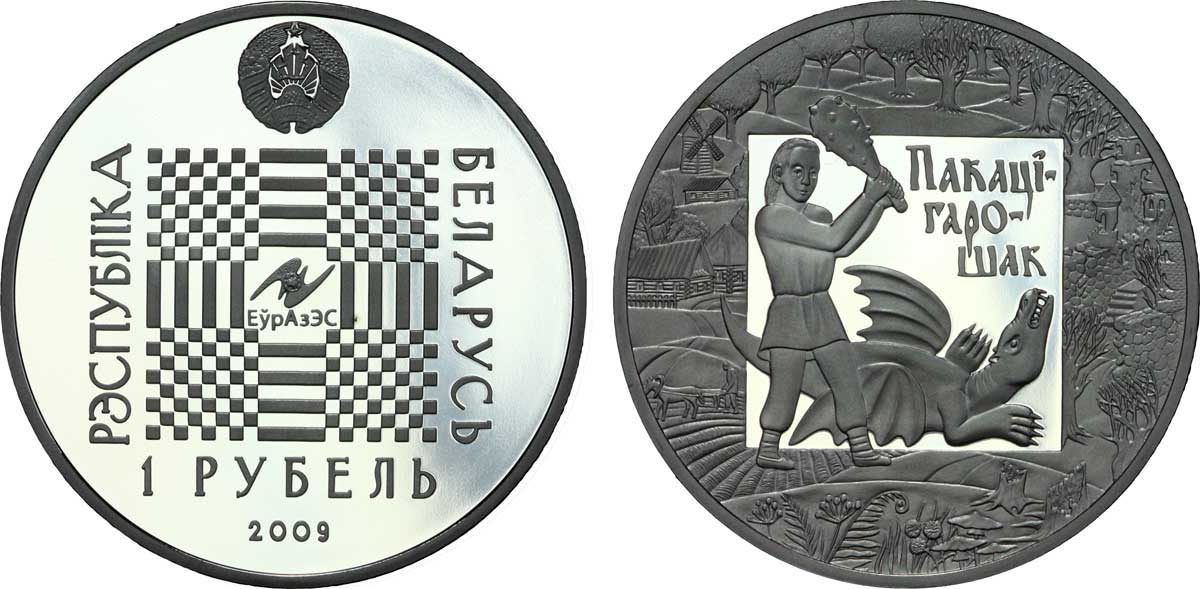
Biélorussie, 1 rouble représentant l'emblème de Communauté économique eurasiatique (CEEA).

En 1996, face aux déboires économiques de la CEI, faute d'intégration suffisante des États indépendants, les États participant à l'union douanière signèrent le « Traité sur l’intégration approfondie dans les sphères économiques et humanitaires », créant ainsi la Communauté des États intégrés.
La même année, le président russe Boris Eltsine avait, en 1996, aussi invité la Bulgarie, une ancienne démocratie populaire avec laquelle la Russie maintient des relations fondées sur la doctrine panslave, à une adhésion au sein de la Communauté des États intégrés. Mais les relations entre la Russie et la Bulgarie se sont alors temporairement dégradées,, ce qui mit un terme à l’initiative russe.
La Communauté des États intégrés, regroupant la Russie, la Biélorussie, le Kazakhstan, l’Ouzbékistan, le Tadjikistan et le Kirghizistan, consiste en une union douanière destinée à renforcer les échanges entre les 6 pays membres. En 1999, les quatre pays et le Tadjikistan signèrent le « Traité sur l'union douanière et l'espace commun ».
Bien que ce changement de nom se répercutera sur le processus d’intégration post-soviétique, cette communauté resta inactive jusqu'en 2000. En 2000, une réforme des organes exécutifs de la CEI a été entreprise.

### Création et les débuts (2000-2004)

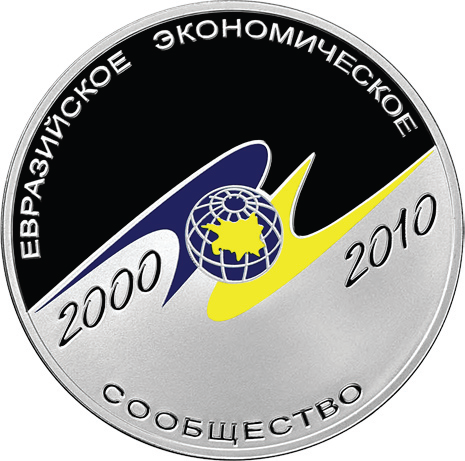
Logo

C'est le 10 octobre 2000, à l’occasion des réformes en profondeur de la CEI, qu'est formée, sur la base de la Communauté des États intégrés, la Communauté économique eurasiatique. L’Eurasec avait pour objectif d'effacer les échecs de la CEI, de former un véritable marché commun, de contrecarrer les défis de la mondialisation et de reprendre le processus d'intégration au sein de la CEI. Très rapidement, l’Eurasec est apparue comme le complément économique de l’OTSC.

#### Objectifs
L'Eurasec vise à contrecarrer la mondialisation et veut s’inspirer des objectifs de l'Union européenne.
- Reprendre le processus d’intégration économique au sein de la CEI ;
- Garantir la sécurité économique ;
- Lutter contre la contrebande et la contrefaçon ;
- Créer des conditions équitables pour l’entrepreneuriat ;
- Créer un tarif douanier commun et un système uniforme de réglementation de ces tarifs ;
- Garantir la liberté des mouvements des capitaux ;
- Harmoniser les législations nationales quant à l’accès des investissements étrangers aux marchés des pays membres ;
- Harmoniser la procédure pour le passage à la monnaie unique (rouble) ;
- Mettre en place des règles communes pour le commerce des biens et des services ;
- Développer et mettre en œuvre des programmes intergouvernementaux ;
- Créer un marché commun pour les services des transports ;
- Créer un marché commun de l’énergie ;
- Donner aux citoyens de la Communauté l’égalité des droits dans l’éducation et les soins de santé et ce dans l’ensemble de la Communauté ;
- Créer prochainement un espace juridique commun au sein de la Communauté (en d’autres termes, passer du statut d’organisation intergouvernementale à celui d’organisation internationale et prenant ainsi son indépendance envers la CEI).

### Dissolution de la CEC au sein de l’Eurasec (depuis 2004)
En 2004, la Russie a adhéré à la Communauté économique centre-asiatique (CECA) afin de renforcer sa présence en Asie centrale. Peu après, Moscou a manifesté sa volonté de dissoudre la CECA au sein de l’Eurasec. À la fin de 2005, l’Ouzbékistan a, d'ailleurs, milité pour son adhésion à l’Eurasec, ce qui a conduit les autres membres de la CECA à négocier avec l’organisation concurrente en CEI, afin de fusionner à terme ces deux organisations. Cette fusion est normalement effective depuis le 25 janvier 2006.
Mais la question du statut des observateurs actuels de la CECA qui ne sont pas observateurs de l’Eurasec n’est pas encore réglée (notamment la Géorgie et la Turquie, cette dernière désirant par ailleurs adhérer à l’Union européenne, objectif peu compatible avec ceux des autres membres de l’Eurasec qui se veulent un contrepoids économique viable entre la puissante UE à l’Ouest et la grandissante ASEAN à l’Est).
La persistance de la CEC reste incertaine, alors que l’essentiel de ses attributions ont déjà été transférées à l’Eurasec depuis 2006.
| Pays         | Membre de la CEI ?     | Statut au sein de l’Eurasec                                      | Participation à la CEC, fusionnant au sein de l’Eurasec |
| ------------ | ---------------------- | ---------------------------------------------------------------- | ------------------------------------------------------- |
| Biélorussie  | Oui                    | Membre fondateur (depuis 2000)                                   | -                                                       |
| Kazakhstan   | Oui                    | Membre fondateur (depuis 2000)                                   | Membre fondateur (depuis 2002)                          |
| Kirghizistan | Oui                    | Membre fondateur (depuis 2000)                                   | Membre fondateur (depuis 2002)                          |
| Russie       | Oui                    | Membre fondateur (depuis 2000)                                   | Membre (depuis 2004)                                    |
| Tadjikistan  | Oui                    | Membre fondateur (depuis 2000)                                   | Membre fondateur (depuis 2002)                          |
| Ouzbékistan  | Oui                    | Membre (2006-2008), puis État membre auto-suspendu (depuis 2008) | Membre fondateur (depuis 2002)                          |
| Moldavie     | Oui                    | État observateur (depuis 2002)                                   | -                                                       |
| Ukraine      | Non                    | État observateur (depuis 2002)                                   | État observateur (depuis 2002)                          |
| Arménie      | Oui                    | État observateur (depuis 2003)                                   | -                                                       |
| Géorgie      | Non (depuis août 2008) | État observateur (depuis 2002)                                   |                                                         |
| Turquie      | Non                    | -                                                                | État observateur (depuis 2002)                          |

### Une possible fusion avec l’OTSC (depuis 2008)

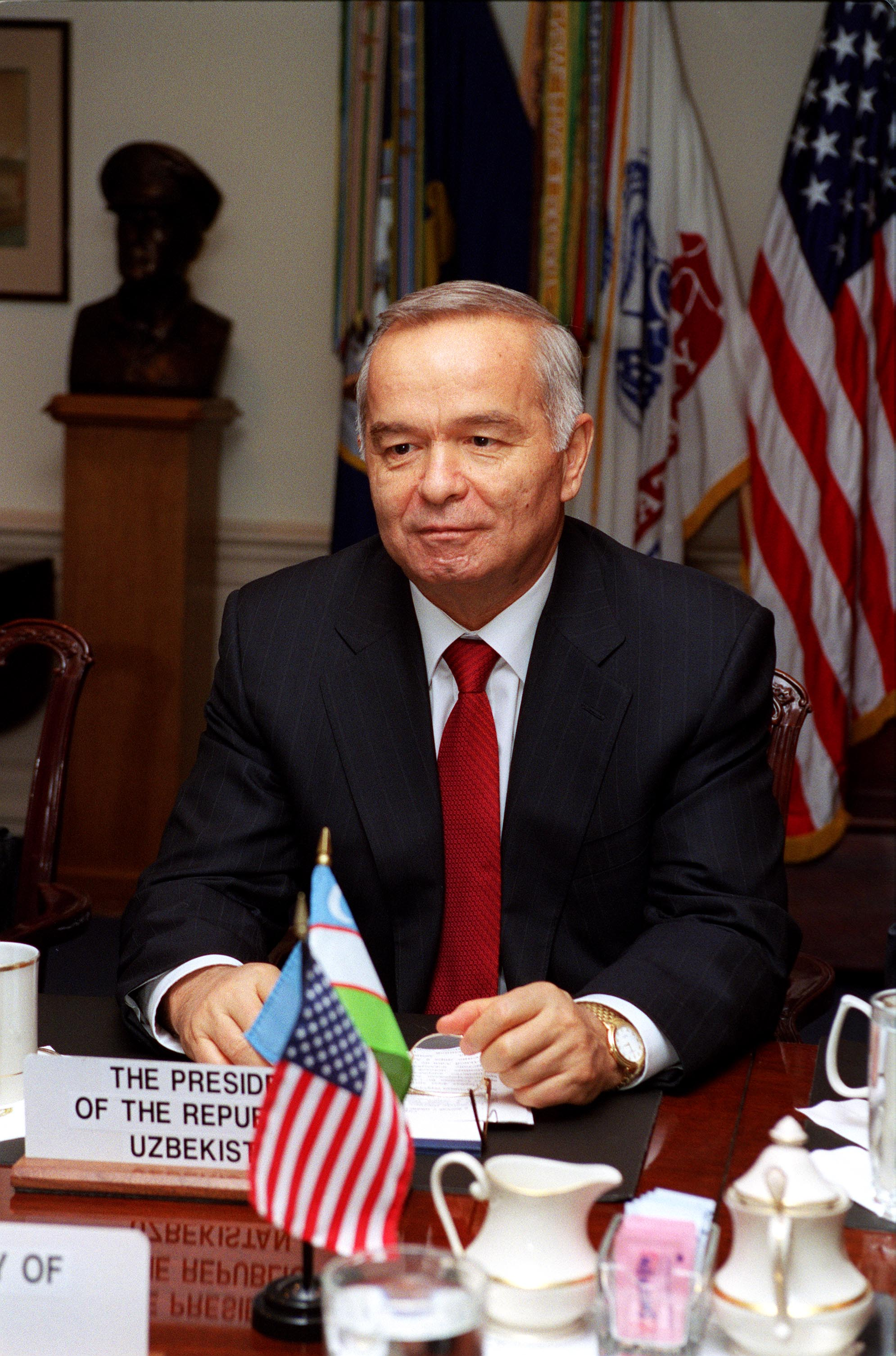
Le président ouzbek Islom Karimov.

L'Ouzbékistan a préconisé la fusion de l’OTSC et de l’Eurasec. « L’Eurasec et l’OTSC ont des agendas similaires et font souvent doublon. En Ouzbékistan, nous discutons de la création d’une organisation sur la base de la fusion de l’OTSC et de l’Eurasec […] En cas de fusion, une telle organisation serait beaucoup plus efficace. », a indiqué le président ouzbek Karimov. De son côté, le président russe Medvedev a reconnu que la question d’une éventuelle fusion de l'OTSC et de l’Eurasec mériterait d’être examinée.

## Institutions

### Assemblée inter-parlementaire

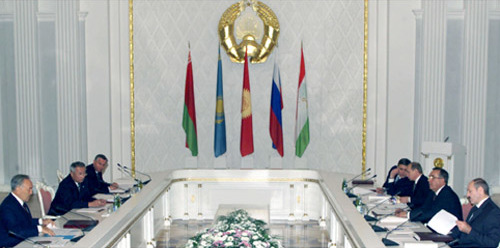
Sommet de l’Eurasec du 31 mai 2001.

L'Assemblée inter-parlementaire est un organisme de coopération parlementaire dans le cadre de l’Eurasec. Le siège de l'Assemblée interparlementaire est situé à Saint-Pétersbourg (Russie). Il est composé de :
- Russie - 28 députés
- Biélorussie - 14 députés
- Kazakhstan - 14 députés
- Kirghizistan - 7 députés
- Tadjikistan - 7 députés
- Ouzbékistan (auto-suspendue) - 7 députés

### Comité d'intégration économique eurasienne
Le Comité d’intégration est un organe permanent de l’Eurasec. Il se compose de sous-chefs des gouvernements des pays de la Communauté. Les réunions du Comité d’intégration doivent être tenues au moins quatre fois par an.
Dans l’intégration, les décisions du Comité sont prises à la majorité des deux tiers. Chaque membre a un nombre de voix donné dans la prise de décision dans le Comité d’intégration :
- Russie - 40 voix
- Biélorussie - 15 voix
- Kazakhstan - 15 voix
- Kirghizistan - 7,5 voix
- Tadjikistan - 7,5 voix
- Ouzbékistan (auto-suspendu) - 15 voix

Quelques commissions et conseils au sein du Comité d'intégration :
- Commission pour la protection des marchés nationaux  ;
- Commission sur la coopération dans le domaine du contrôle des exportations ;
- Commission sur la réglementation technique, les mesures sanitaires, vétérinaires et phytosanitaires dans le commerce ;
- Commission sur les tarifs douaniers et le règlement non tarifaires ;
- Conseil de la Coopération dans le domaine de l'énergie atomique à des fins pacifiques ;
- Conseil de la Culture ;
- Conseil de la Politique agro-industrielle ;
- Conseil de la Politique des transports  ;
- Conseil de la Politique énergétique ;
- Conseil de la Politique migratoire ;
- Conseil de la Politique sociale ;
- Conseil de la Propriété intellectuelle.
- Conseil de la Santé ;
- Conseil de l'Éducation ;
- Conseil de Protection de l'environnement ;
- Conseil des Chefs de corps autorisé à réglementer les marchés des valeurs mobilières ;
- Conseil des Chefs des services fiscaux ;
- Conseil des Chefs de supervision de l'assurance et la réglementation des activités d'assurance ;
- Conseil des Directeurs généraux des douanes ;

### Conseil interétatique

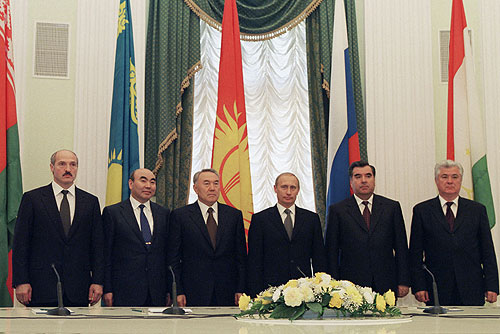
Sommet de l’Eurasec le 13 mai 2002.

Le Conseil interétatique est l’organe suprême de l’Eurasec. Il est composé des chefs d’États et des chefs de gouvernements de la Communauté.
Il se réunit au niveau des chefs d’États au moins une fois par an, au niveau des chefs de gouvernements au moins deux fois par an.
Il prend également ses décisions par consensus. Celles-ci sont contraignantes pour tous les pays-membres de la Communauté.

### Conseil intergouvernemental
Le Conseil intergouvernemental estime que les questions de la politique relative aux intérêts communs des États, décide de la stratégie, de la direction et des perspectives de développement, de l’intégration. Il sert aussi à réaliser les buts et les objectifs de la Communauté.
Ce conseil se réunit au moins 2 fois par an.

### Secrétariat
Le Secrétariat est dirigé par le Secrétaire général de l’Eurasec. C'est le plus haut fonctionnaire communautaire, nommé par le Conseil inter-étatique. Les sièges du Secrétariat se trouvent dans les villes d’Almaty (Kazakhstan) et Moscou (Russie).
- Le 6 octobre 2007, Mansourov a été nommé Secrétaire général de la Communauté.

### Autres institutions de la CEEA

#### Banque eurasiatique de développement
Selon le Ministre russe des Finances Alexeï Koudrine, « la banque deviendra un établissement central pour la promotion de projets d'investissement sur le territoire de la CEEA et de la CEI, dans l'ensemble, il s'agira d'un institut de développement régional de niveau international ».
États membres de la BEAD
- Kazakhstan, membre fondateur (2006) ;
- Russie, membre fondateur (2006) ;
- Arménie, membre (2009) ;
- Tadjikistan, membre (2009) ;
- Biélorussie, membre (2010).

## Situation économique de l’Eurasec
(janvier 2011).
| Pays triés par PIB par habitant                                      | Population  | PIB 2006 (USD)    | PIB 2007 (USD)    | PIB par habitant 2007 (USD) | Croissance |
| -------------------------------------------------------------------- | ----------- | ----------------- | ----------------- | --------------------------- | ---------- |
| Russie                                                               | 142 498 534 | 984 926 789 696   | 1 289 582 151 445 | 9 050                       | 30,93 %    |
| Kazakhstan                                                           | 15 421 864  | 81 003 864 916    | 104 143 432 632   | 6 753                       | 28,57 %    |
| Biélorussie                                                          | 9 688 796   | 36 961 815 474    | 44 773 406 221    | 4 621                       | 21,13 %    |
| Kirghizistan                                                         | 5 316 544   | 2 834 168 893     | 3 745 000 489     | 704                         | 32,14 %    |
| Tadjikistan                                                          | 6 735 996   | 2 830 213 563     | 3 737 572 699     | 555                         | 32,06 %    |
| TOTAL réel de l'Eurasec (moins l'Ouzbékistan)                        | 179 661 734 | 1 108 556 852 542 | 1 447 463 930 403 | 8 057                       | 30,57 %    |
| Ouzbékistan (État membre auto-suspendu)                              | 27 372 256  | 17 077 480 575    | 19 274 619 012    | 704                         | 12,87 %    |
| TOTAL officiel de l'Eurasec (avec l'Ouzbékistan)                     | 359 033 990 | 1 125 564 333 117 | 1 466 738 549 415 | 4 085                       | 30,31 %    |
| Arménie (État observateur participant activement à certains projets) | 3 002 271   | 6 386 714 351     | 9 177 274 353     | 3 057                       | 43,69 %    |
| TOTAL effectif de l'Eurasec (moins l'Ouzbékistan, plus l'Arménie)    | 182 664 005 | 1 114 943 566 893 | 1 456 641 204 756 | 7 974                       | 30,65 %    |
| TOTAL final de l'Eurasec (avec l'Ouzbékistan, plus l'Arménie)        | 210 036 261 | 1 133 218 185 905 | 1 475 915 823 768 | 7 027                       | 30,24 %    |

## Intégration économique: l'Espace économique unique

### L'Union douanière Russie-Kazakhstan-Biélorussie

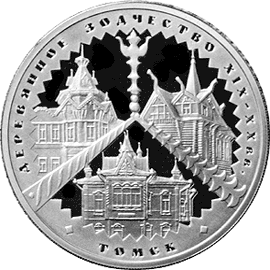
Une pièce de 3 roubles.

En 2003, un accord a été signé sur la création d'un espace économique commun à la Russie, la Biélorussie, l’Ukraine et le Kazakhstan.
Depuis 2006, le projet d’une « Union douanière » a pris de plus en plus d’ampleur jusqu'à bientôt se réaliser. Au départ, la « Zone de libre échange » et « l’Union douanière » étaient destinées à la Russie, à la Biélorussie, à Kazakhstan et à l’Ukraine.
En effet, en juin 2006, la préparation de 38 documents relatifs à la formation de « l’Espace économique unique » (EEU), rassemblant la « Zone de libre échange » et « l’Union douanière », est achevée. Cependant, l’Ukraine ne semble pas avancer dans les discussions et les récents événements de l'hiver 2013-2014 semblent éloigner l'Ukraine de cette perspective. Les accords furent mis en place au début de 2008. Ces accords jettent les bases de la création d'un régime unique de commerce de la Russie, de la Biélorussie et du Kazakhstan avec les pays tiers.
L'Union douanière de la Russie, de la Biélorussie et du Kazakhstan est censée servir de point de départ à la conception de l'Espace économique unique.
Le Kirghizistan sera également prêt à adhérer à l’« Union douanière » après en avoir attentivement étudié les activités et si cela ne se trouve pas en contradiction avec les engagements de Bichkek face à l’OMC,.

États adhérents à l’EEU
- Biélorussie ;
- Kazakhstan ;
- Russie.

États ayant contribué à l’élaboration de l’EEU, devenus Etats observateurs
- Ukraine[22],[23].

#### Tarif douanier unique
Le tarif douanier unique entre en vigueur à compter du 1er janvier 2010.
« Le tarif a déjà été entièrement concerté, mais une période transitoire de trois ans sera instituée pour les groupes de produits particulièrement sensibles. Durant cette période, un tarif intérieur sera en vigueur dans chaque pays. D’ici le 1er juillet 2011, il est prévu de déplacer tout le contrôle douanier à la frontière extérieure de l’Union. Les frontières douanières intérieures n’existeront plus », a déclaré le premier vice-premier ministre russe Igor Chouvalov.

## Coopération économique: projets économiques communs

### Fonds anti-crises
Le 9 juin 2009, les États membres de l’Eurasec, en collaboration avec l’Arménie, annoncent l’instauration d’un Fonds anti-crise de l’Eurasec. Le ministre russe des Finances Koudrine en a été élu président.
Ce dernier précisa : « L’argent du Fonds servira à accorder des prêts souverains et des crédits de stabilisation aux États membres, ainsi qu’à financer des projets d’investissement inter-étatiques. Par conséquent, ce Fonds sera une sorte de réplique régionale du Fonds monétaire international (FMI) et de la Banque européenne pour la reconstruction et le développement (BERD). Comme on le sait, le FMI accorde des crédits de stabilisation à l’échelle mondiale, alors que la BERD accorde des crédits pour les projets d'investissement. Il est à noter que la Russie a refusé d’accroître dans la prochaine période le montant de sa contribution au FMI, qui aurait servi à octroyer des crédits de stabilisation aux pays qui en ont besoin partout dans le monde. A la place, elle crée un fonds régional pour aider ses voisins et alliés ».
Le président biélorusse Loukachenko a déclaré : « La Communauté économique eurasiatique créera un fonds de 10 milliards de dollars pour faire face à la crise financière ». Le 9 juin 2009, le Fonds est institué au cours d'une réunion de l'Eurasec.
La Russie et le Kazakhstan contribueront respectivement à 7,5 milliards et un milliard de dollars pour le fond anti-crise, a indiqué Loukachenko.
États membres du Fond anti-crise
- Arménie, membre fondateur (2009) ;
- Biélorussie, membre fondateur (2009) ;
- Kazakhstan, membre fondateur (2009) ;
- Kirghizistan, membre fondateur (2009) ;
- Ouzbékistan, membre fondateur (2009) ;
- Russie, membre fondateur (2009) ;
- Tadjikistan, membre fondateur (2009).

## Coopération économique: autres projets économiques

### Libre circulation des personnes et des capitaux
L’Organisation du traité de sécurité collective et la Communauté économique eurasiatique ont comme projet de créer un régime propice à la libre circulation des personnes et des capitaux des pays membres (l’Arménie, la Biélorussie, le Kazakhstan, le Kirghizistan, la Russie, le Tadjikistan et l’Ouzbékistan).
« C’est seulement en commun que nous pourrons faire valoir nos intérêts nationaux et créer des conditions propices à l’élévation du bien-être de nos peuples », avait ajouté Bouzoubaïev.

### Union monétaire
Face au recul du dollar américain et à la montée du rouble russe, la Russie, la Biélorussie et le Kazakhstan décident de former une union monétaire. Et, le 28 mai 2009, la Russie adopta le rouble dans ses échanges avec le Kazakhstan et la Biélorussie.
L’Arménie a exprimé également son souhait de la création d’une « zone rouble » . Récemment, la Russie a affirmé avoir pour objectif de transformer le rouble russe en devise régionale.

### Autres coopérations économiques

#### Union céréalière (Russie-Kazakhstan-Ukraine)
L'Union céréalière est une initiative russe datant de 2009 consistant à unir la Russie, l'Ukraine et le Kazakhstan afin d'agir en commun sur le marché mondial.